# Війна Чарлі Вілсона
«Війна Чарлі Вілсона» — американський драматичний кінофільм 2007 року. Картина розповідає реальну історію про те, як під час радянської інтервенції в Афганістані конгресмен від Техасу Чарльз Вілсон організував фінансування таємної операції ЦРУ постачання зброї силам афганського опору (операція «Циклон»).

## У ролях
- Том Генкс — Чарльз Вілсон[en], конгресмен
- Філіп Сеймур Гоффман — Гаст Авракотос[en], офіцер ЦРУ
- Джулія Робертс — Джоанн Геррінґ[en], політична активістка з Х'юстона
- Нед Бітті — Кларенс «Док» Лонг[en], конгресмен
- Емі Адамс — Бонні Бах
- Емілі Блант — Джейн Ліддл
- Ом Пурі — Зія-уль-Хак Мохаммад, президент Пакистану
- Джон Слеттері — Генрі Кравелі, директор ЦРУ
- Деніс О'Хер — Гарольд Холт, начальник відділу ЦРУ
- Ширі Епплбі — німфетка
- Рейчел Ніколс — Сьюзен

## Сюжет
Член Конгресу США від Техасу Чарлі Вілсон, любитель віскі і молоденьких помічниць, веде безтурботне життя лобіста. Єдина його проблема — як уникнути переслідувань прокурора за публічне вживання кокаїну. У цей час СРСР вводить війська в Афганістан. Давня подруга Вілсона — красуня-телеведуча і запекла антикомуністка Джоанн Херрінг (Джулія Робертс) примушує його поїхати в Пакистан і зустрітися з президентом Зія-Уль-Хаком.
У Пакистані Вілсона везуть в табір афганських біженців. Приголомшений стражданнями афганців, Вілсон вирішує зробити все можливе, щоб допомогти силам опору. Особливо його цікавлять способи боротьби з вертольотами Мі-24, що сіють смерть і руйнування в афганських кишлаках.
Повернувшись в Вашингтон, Вілсон знайомиться з офіцером ЦРУ Гастом Авракотосом і його групою. Разом вони розробляють схему фінансування постачань зброї силам афганського опору (операція «Циклон»). За декілька років обсяг фінансування програми зростає в 50 разів. За ці гроші купується сучасна зброя, зокрема ракети «Стінгер», якими можливо збивати Мі-24.
Завершується фільм на песимістичній ноті: після виведення радянських військ Конгрес припиняє фінансування афганської програми.

## Заборона прокату в Росії
На початку лютого 2008 стало відомо, що в російському прокаті фільм йти не буде. За даними Бі-Бі-Сі, права на фільм купила компанія Universal Pictures International (UPI) Russia. Як пояснила журналістам голова відділу кінопрокату UPI Влада Єфремова, фільм був вилучений з прокату через «певну спрямованість картини», в якій Радянський Союз був виставлений не в найкращому світлі.